# Fêtes et jours fériés au Portugal

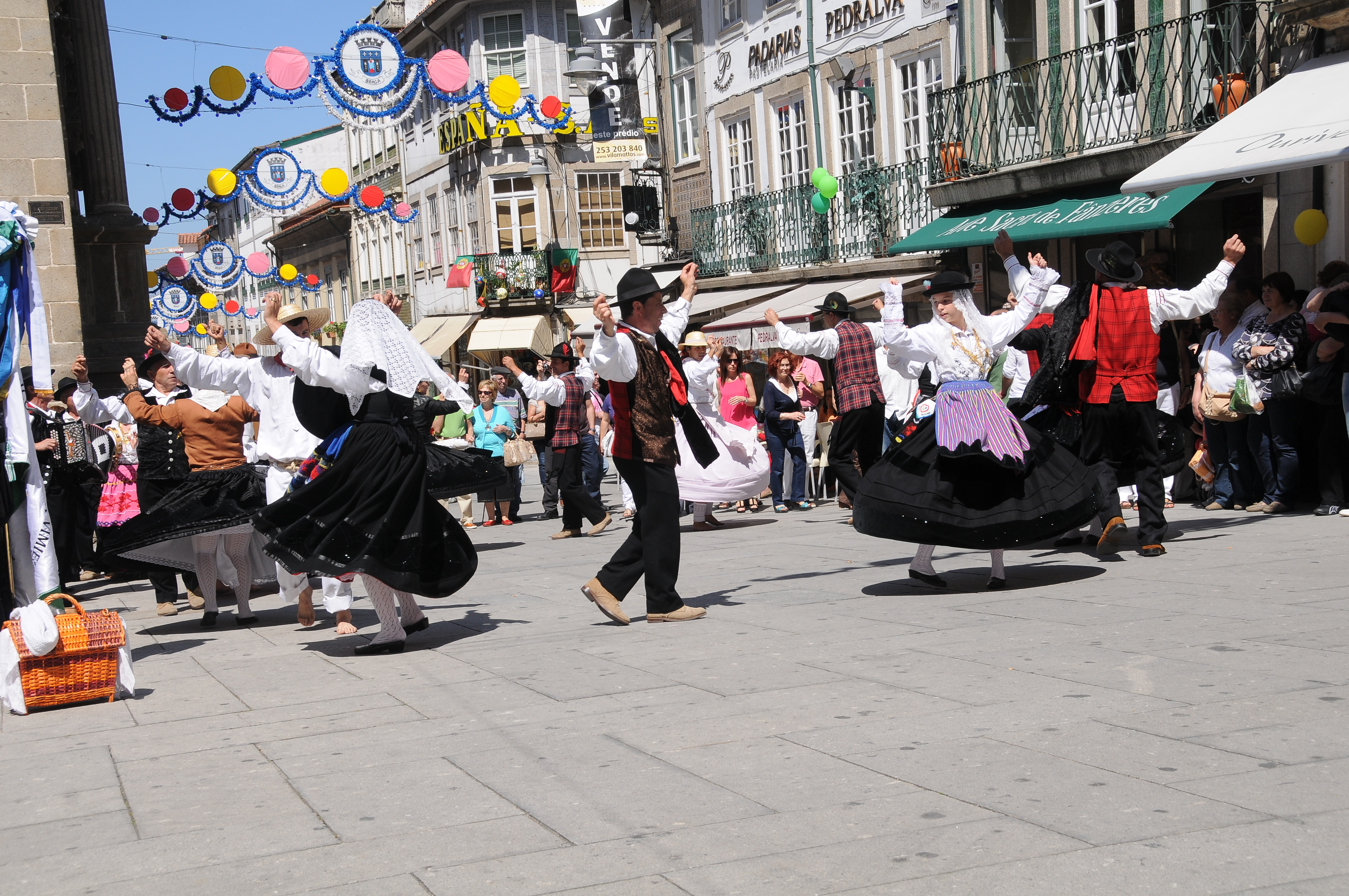
Fête de la Saint-Jean à Braga, en 2012.

Les fêtes et jours fériés au Portugal sont un mélange de célébrations religieuses (catholiques romaines) sélectionnées et de jours qui ont une signification historique ou culturelle nationale. Au Portugal, un jour férié (portugais : feriado) est une date calendaire, légalement reconnue et définie dans le Code du travail ainsi que dans le Concordat de 2004, à laquelle la plupart des entreprises et des services non essentiels sont fermés. À certaines de ces dates, des festivités commémoratives publiques sont traditionnellement organisées.
Ces dates ont changé au fil du temps : actuellement, il y a 13 jours fériés obligatoires et un optionnel (Carnaval) qui doit être spécifiquement désigné comme jour de congé (tolérância de ponto) chaque année par décret gouvernemental. Des dates spécifiques peuvent également être observées uniquement au niveau régional ou municipal.

## Jours fériés
En 2012, le gouvernement de coalition de Pedro Passos Coelho a révoqué de manière controversée quatre jours fériés — deux jours fériés civils (jour de la République et restauration de l'indépendance) et deux jours religieux (la Fête-Dieu et la Toussaint) —. Cette décision a été effective à partir de 2013 et a été présentée comme une mesure visant à accroître la productivité, dans le contexte du plan de sauvetage de la Troïka 2011-2014 au Portugal (même si cette mesure n'a jamais été demandée par le protocole d'accord). Un débat public et une réévaluation étaient prévus en 2018 pour les fêtes religieuses.
Les quatre jours fériés ont finalement été rétablis par le gouvernement d'António Costa, en janvier 2016.
|                 |                                                                      |                                                                 | | Portugal continental | Régions autonomes du Portugal | Régions autonomes du Portugal |
| Date            | Nom français                                                         | Nom portugais                                                   | Notes | Drapeau du Portugal  | Drapeau de Madère             | Drapeau des Açores            |
| --------------- | -------------------------------------------------------------------- | --------------------------------------------------------------- | --- | -------------------- | ----------------------------- | ----------------------------- |
| 1er janvier     | Jour de l'an                                                         | Ano Novo                                                        | |                      |                               |                               |
| date mobile     | Carnaval                                                             | Carnaval                                                        | Le carnaval au Portugal est un festival annuel qui se termine par mardi gras, la veille du mercredi des Cendres (premier jour du carême). Il s'agit d'un jour férié facultatif, bien qu'il soit généralement observé. 47 jours avant le dimanche de Pâques. |                      |                               |                               |
| date mobile     | Vendredi saint                                                       | Sexta-feira Santa                                               | Vendredi avant le dimanche de Pâques. |                      |                               |                               |
| date mobile     | Pâques                                                               | Domingo de Páscoa                                               | |                      |                               |                               |
| 25 avril        | Fête de la liberté                                                   | Dia da Liberdade                                                | Célèbre le coup d'État de 1974 qui a mis fin au gouvernement de l'Estado Novo et établi la Troisième République portugaise. |                      |                               |                               |
| 1er mai         | Fête du travail                                                      | Dia do Trabalhador                                              | Similaire à la fête du travail célébrée dans le monde entier. |                      |                               |                               |
| date mobile     | Fête-Dieu                                                            | Corpo de Deus                                                   | Jeudi, 60 jours après le dimanche de Pâques. |                      |                               |                               |
| date mobile     | Journée de la région autonome des Açores (lundi de Pentecôte)        | Dia da Região Autónoma dos Açores Dia da Pombinha Dia do Bodo   | Uniquement célébré aux Açores. |                      |                               |                               |
| 10 juin         | Jour du Portugal                                                     | Dia de Portugal, de Camões e das Comunidades Portuguesas        | Fête nationale. |                      |                               |                               |
| 1er juillet     | Journée de la région autonome de Madère et des communautés de Madère | Dia da Região Autónoma da Madeira e das Comunidades Madeirenses | Uniquement célébré à Madère. |                      |                               |                               |
| 15 août         | Assomption                                                           | Assunção de Nossa Senhora                                       | |                      |                               |                               |
| 5 octobre       | Fête de la République                                                | Implantação da República                                        | Fête la fin de la monarchie et le début de la République portugaise. |                      |                               |                               |
| 1er novembre    | Toussaint                                                            | Dia de Todos-os-Santos                                          | |                      |                               |                               |
| 1er décembre    | Restauration de l'Indépendance                                       | Restauração da Independência                                    | Célèbre la fin de la dynastie philippine (1580–1640). |                      |                               |                               |
| 8 décembre      | Immaculée Conception                                                 | Imaculada Conceição                                             | |                      |                               |                               |
| 25 décembre     | Noël                                                                 | Natal                                                           | |                      |                               |                               |
| 26 décembre     | 1er Octave                                                           | Primeira Oitava                                                 | Uniquement célébré à Madère. Primeira Oitava fait partie des célébrations de Noël séculaires de Madère qui ont été reconnues comme jour férié par le gouvernement régional de Madère, célébrant le deuxième jour de la semaine précédant le jour de l'an.   |                      |                               |                               |
| Nombre de jours | Nombre de jours                                                      | Nombre de jours                                                 | Nombre de jours | 13                   | 16                            | 15                            |

## Jours fériés locaux
Selon un décret du 12 octobre 1910, les communes ont la possibilité de choisir un jour qui représente leurs fêtes traditionnelles.
| Date                                                       | Nom anglais                 | Nom portugais               | Notes |
| ---------------------------------------------------------- | --------------------------- | --------------------------- | --- |
| 15 janvier                                                 | Fête municipale             | Dia do Concelho             | Célébré à Santa Cruz. |
| 20 janvier                                                 | Fête municipale             | Dia do S. Sebastião         | Célébré à Santa Maria da Feira. |
| 22 janvier                                                 | Fête municipale             | Dia do Concelho             | Célébré à São Vicente. |
| 18 février                                                 | Fête municipale             | Dia do Concelho             | Célébré à Valença. |
| 19 mars                                                    | Fête de la Saint Joseph     | Dia de São José             | Célébré à Santarém. |
| 11 avril                                                   | Fête municipale             | Dia do Concelho             | Célébré à Lagoa. La date a été choisie car la localité a été faite ville par charte royale du 11 avril 1522. |
| 23 avril                                                   | Fête de la Saint-George     | Dia de São Jorge            | Célébré à Velas. La date a été choisie en raison du fait que cette localité célèbre la Saint-Georges depuis 1460. |
| date mobile                                                | Lundi de Pâques             | Segunda-feira de Páscoa     | Célébré à Aviz, Borba, Caminha, Campo Maior, Cuba, Freixo de Espada à Cinta, Ílhavo, Mação, Mora, Penamacor, Ponte de Sor, Portel, Redondo, Castelo de Vide, Constância, Crato, Nisa et Sousel. |
| date mobile                                                | Ascension                   | Quinta-feira da Ascensão    | Célébré à Alcanena, Alenquer, Almeirim, Alter do Chão, Alvito, Anadia, Ansião, Arraiolos, Arruda dos Vinhos, Azambuja, Beja, Benavente, Cartaxo, Chamusca, Estremoz, Golegã, Loulé, Mafra, Marinha Grande, Mealhada, Melgaço, Monchique, Mortágua, Oliveira do Bairro, Quarteira, Salvaterra de Magos, Santa Comba Dão, Sobral de Monte Agraço, Torres Novas, Vidigueira et Vila Franca de Xira. |
| Cinquième dimanche après Pâques (date mobile)              | Fête municipale             | Dia do Concelho             | Célébré à Ponta Delgada. |
| 25 mai                                                     | Fête municipale             | Dia do Concelho             | Célébré à Santana. La date a été choisie car c'est anniversaire de la date d'élévation du village et chef-lieu de comté en 1835. |
| 13 juin                                                    | Fête de la Saint Antoine    | Dia de Santo António        | Célébré à Lisbonne où sur l'Avenida da Liberdade, il y a les Marchas, un défilé folklorique des costumes des différents quartiers traditionnels de la ville, avec des centaines de chanteurs et danseurs. Comme Saint Antoine est le saint entremetteur, il est toujours de tradition à Lisbonne de célébrer plusieurs mariages (200 à 300). |
| 16 juin                                                    | Fête municipale             | Dia do Concelho             | Célébré à Olhão. La date a été choisie car elle marque le début de la révolte d'Olhão contre les troupes napoléoniennes. |
| 20 juin                                                    | Fête municipale             | Dia do Concelho             | Célébré à Corvo. La date a été choisie car c'est l'anniversaire de la ville. |
| 24 juin                                                    | Fête de la Saint-Jean       | Dia de São João             | Célébré à Porto, Braga, Figueira da Foz, Almada, Calheta, Porto Santo, Angra do Heroísmo, Horta, Santa Cruz da Graciosa, Santa Cruz das Flores, Vila do Porto and Vila Franca do Campo (comme jour férié municipal). Porto et Braga célèbrent avec un grand festival et des feux d'artifice sur le fleuve Douro (à Porto) et sur l'Avenida da Liberdade (à Braga). Dans tout le pays, un feu de joie traditionnel est également construit et, suivant une ancienne tradition païenne, les fêtards essaient de sauter par-dessus, ceci afin d'obtenir une protection pendant le reste de l'année. |
| 29 juin                                                    | Fête de la Saint-Pierre     | Dia de São Pedro            | Célébré à Alfândega da Fé, Bombarral, Castro Daire, Castro Verde, Évora, Felgueiras, Macedo de Cavaleiros, Montijo, Penedono, Porto de Mós, Póvoa de Varzim, Ribeira Brava, Ribeira Grande, São Pedro do Sul, Seixal and Sintra. Tout comme la Saint-Antoine et la Saint-Jean, la Saint-Pierre est célébrée avec un feu de joie traditionnel au milieu de l'été, où les gens sautent et exécutent une tradition connue sous le nom de Queimar a Alcachofra (brûler l' artichaut). |
| 4 juillet                                                  | Fête de la Sainte-Élisabeth | Dia de Santa Isabel         | Célébré à Coimbra |
| Troisième lundi de juillet (date mobile)                   | Fête municipale             | Dia do Concelho             | Célébré à Lajes das Flores. |
| 18 juillet                                                 | Fête municipale             | Dia do Concelho             | Célébré à Nordeste. Cette date a été choisie car la localité a été faite ville par charte royale du 18 juillet 1514. |
| 22 juillet                                                 | Fête municipale             | Dia do Concelho             | Célébré à Porto Moniz et Madalena. |
| 11 août                                                    | Fête municipale             | Dia do Concelho             | Célébré à Praia da Vitória. La date a été choisie car c'est l'anniversaire de la bataille (11 août 1829) qui a empêché les royalistes d'atteindre la terre pendant la guerre civile portugaise. |
| 16 août                                                    | Fête municipale             | Dia do Concelho             | Célébré à São Roque do Pico. |
| 20 août                                                    | Fête municipale             | Dia do Concelho             | Célébré à Viana do Castelo. |
| 21 août                                                    | Fête de la ville de Funchal | Dia da Cidade do Funchal    | Célébré à Funchal. Anniversaire de la date à laquelle, en 1508, et par charte royale, la ville de Funchal a été élevée au rang de ville. |
| 8 septembre                                                | Nativité de Marie           | Natividade de Nossa Senhora | Célébré à Lagoa, Alcoutim, Ponta do Sol, Lamego, Mangualde, Marco de Canaveses, Marvão, Montemor-o-Velho, Murtosa, Nazaré, Odemira, Ourique et Sabrosa. |
| 21 septembre                                               | Fête de la Saint-Matthieu   | Dia de São Mateus           | Célébré à Viseu et Elvas |
| Lundi après le premier dimanche de septembre (date mobile) | Fête municipale             | Dia do Concelho             | Célébré à Povoação. |
| 4 octobre                                                  | Fête municipale             | Dia do Concelho             | Célébré à Câmara de Lobos, la date fut choisie car le 4 octobre 1835 eut lieu le premier acte électoral, la cérémonie de prestation de serment et l'inauguration du premier maire de Câmara de Lobos et de son conseil respectif. |
| 9 octobre                                                  | Fête municipale             | Dia do Concelho             | Célébré à Machico. C'est la date à laquelle a lieu le pèlerinage annuel au Seigneur des Miracles, et l'anniversaire de la date en 1803 dont la plus grave calamité naturelle survenue sur l'île de Madère depuis sa colonisation : une alluvion qui a entraîné la mort de centaines de personnes. |
| 25 novembre                                                | Fête de la Sainte-Catherine | Dia de Santa Catarina       | Célébré à Calheta. La date a été choisie car depuis des temps immémoriaux c'est ce jour-là que cette localité célèbre la fête de Sainte Catherine. |